# Bahnhöfe in Burgthann
In der Großgemeinde Burgthann gab es im Lauf der Geschichte insgesamt vier Bahnhöfe bzw. Haltepunkte. Diese Bahnhöfe verteilen sich über verschiedene Ortschaften. Noch drei dieser Stationen werden heute aktiv im Bahnverkehr bedient und sind in den Verkehrsverbund Großraum Nürnberg integriert.
| VGN-Linie | Strecke | Taktfrequenz                                              |
| --------- | --- | --------------------------------------------------------- |
| S1        | Bamberg – Strullendorf – Hirschaid – Buttenheim – Eggolsheim – Forchheim (Oberfr – Kersbach (Oberfranken) – Baiersdorf – Bubenreuth – Erlangen – Erlangen Paul-Gossen-Straße – Erlangen-Bruck – Eltersdorf – Vach – Fürth Klinikum – Fürth Hbf – Nürnberg Rothenburger Str. – Nürnberg-Steinbühl – Nürnberg Hbf – Feucht – Feucht Ost – Ochenbruck – Mimberg – Burgthann – Oberferrieden – Postbauer-Heng – Pölling – Neumarkt (Oberpf) Stand: Fahrplanwechsel Dezember 2023 | 60 min (Bamberg–Forchheim) 20/40 min (Forchheim–Neumarkt) |

## Bahnhof Burgthann
Der Bahnhof Burgthann befindet sich am südlichen Ende des Ortes. Aktuell wird er von der S-Bahn-Linie 1 im 20/40-Minuten-Takt angefahren, in der Hauptverkehrszeit verdichtet sich der Takt auf 20 Minuten. Die Fahrzeit von Burgthann nach Nürnberg beträgt rund 20 Minuten, nach Neumarkt rund 13 Minuten. Im November 2010 wurde auf den Bahnsteigen ein dynamischer Schriftanzeiger installiert. Bereits im Jahr 1998 wurde der Bahnhof im Rahmen eines Neubaus auf S-Bahn-Standard gebracht, ab 12. Dezember 2010 wurde er von der S-Bahn-Linie 3 bedient. Seit dem 10. Dezember 2023 verkehrt hier im Zuge des Tausches der Linienäste die Linie S1. Die beiden Seitenbahnsteige haben je eine Bahnsteighöhe von 76 cm über Schienenoberkante.
Direkt östlich an den Bahnhof grenzt der Ludwig-Donau-Main-Kanal mit der Schleuse 35. Bis 1902 hieß der Bahnhof „Rübleinshof“ und wurde erst mit Inbetriebnahme des Allersberger Bockls in „Burgthann“ umbenannt. Ein Rückbau zum Haltepunkt erfolgte nach der Stilllegung der Allersberger Strecke im Jahr 1973. Heute sind nur noch wenige Überreste des ehemaligen Bahnhofdaseins, wie großzügig aufgestellte Turmmasten, eine ehemals dreigleisige Brücke über die Bahnhofstraße, oder ein breiterer Bahndamm in Richtung Neumarkt, zu erkennen.
Am Bahnhof verkehren die Buslinie 503 in Richtung Unterferrieden, die Buslinie 555, welche das gesamte Gemeindegebiet von Burgthann abdeckt, sowie an den Wochenenden der Nightliner N15 Richtung Ezelsdorf (–Nürnberg).
Für Pendler, die mit dem Auto den Bahnhof anfahren, stehen 64 P+R-Parkplätze zur Verfügung.

## Bahnhof Mimberg
Im Jahre 1894 wurde die Strecke Nürnberg–Regensburg zweigleisig ausgebaut. Zu diesem Zeitpunkt bekam das Ziegelwerk in Mimberg den ersten Gleisanschluss. Bis zur Aufnahme des Personenverkehrs dauerte es aber noch bis 1950. Dass der Personenverkehr verhältnismäßig spät in Mimberg aufgenommen wurde, liegt an der Lage des Bahnhofs. Die Steigung im östlichen Bereich nach dem Bahnhof erschwerte den damaligen Dampflokomotiven das Anfahren, zudem war zuvor der geschätzte Fahrgastwechsel als zu gering eingestuft worden.
Der heutige Haltepunkt verfügt über je zwei Wetterschutzhäuschen sowie je einen Fahrscheinautomat an jedem Bahnsteig. Er wurde 2010 neu errichtet und auf S-Bahn-Standard gebracht. Von 12. Dezember 2010 bis zum 10. Dezember 2023 wurde die Station von der S-Bahn-Linie 3 bedient. Seitdem verkehrt hier im Rahmen eines Linientausches die S1. Die Installation des dynamischen Fahrgastinformationssystems erfolgte Mitte Mai 2011. 
Der Bahnhof Mimberg ist mit der nah gelegenen Haltestelle Dorfplatz an die Regionalbus-Linie 555 sowie am Wochenende an den Nightliner N15 angeschlossen.

## Bahnhof Oberferrieden
Der Bahnhof Oberferrieden ist der östlichste Bahnhof im Gemeindegebiet von Burgthann. Durch die Lage zwischen den Orten Ezelsdorf und Oberferrieden ist der Haltepunkt für beide Ortschaften gut zu erreichen. Einst sollte es eine gemeinsame Bahnstation für die Orte Oberferrieden und Burgthann geben, dies wurde aber verworfen, da der Platz benötigt wurde, um den Abzweig der Strecke nach Allersberg zu realisieren. Von 12. Dezember 2010 bis zum 10. Dezember 2023 wurde die Station von der S-Bahn-Linie 3 bedient. Seitdem verkehrt hier im Rahmen eines Linientausches die S1. Am Bahnhof stehen für die Bahnreisenden 33 P+R-Parkplätze, ein Behindertenstellplatz und 52 Fahrradstellplätze zur Verfügung.
Der Haltepunkt liegt direkt im Süden des Ortsteiles Ezelsdorf, der namensgebende Ort dagegen ist etwa 700 m zu Fuß bzw. etwa zwei Kilometer per Auto entfernt. Die Gemeinde Burgthann setzte sich für eine Umbenennung ein, die aufgrund der damit verbundenen Kosten jedoch nicht umgesetzt wurde.

## Haltepunkt Unterferrieden
Die Haltepunkt Unterferrieden lag an der stillgelegten Bahnstrecke Burgthann–Allersberg. Der Haltepunkt bestand aus einem Bahnsteiggleis. Er ist seit der Stilllegung der Bahn am 2. Juni 1973 nicht mehr in Betrieb und wurde 1975 abgetragen.
Heute ist Unterferrieden im Nahverkehr mit der Buslinie 503 an den Bahnhof Burgthann angeschlossen.